# Barbarano Mossano
Barbarano Mossano est une commune italienne située dans la province de Vicence en région Vénétie. Elle est créée en 2018 par la fusion de Barbarano Vicentino et de Mossano.

## Géographie
La commune s'étend sur 33,48 km2 au sud de Vicence. Elle comprend les localités de Barbarano Vicentino (siège communal) et Mossano, ainsi que les hameaux de Ponte di Barbarano, Ponte di Mossano et San Giovanni in Monte.

## Histoire
La commune est créée le 17 février 2018 par la fusion des communes de Barbarano Vicentino et de Mossano.

## Démographie
La population s'élevait à 6 405 habitants en 2018